# 凤鸣乡 (宣汉县)
凤鸣乡，是中华人民共和国四川省达州市宣汉县曾经下辖的一个乡。2020年6月，撤销凤鸣乡，将其所属行政区域划归红峰镇管辖。

## 行政区划
凤鸣乡撤销前下辖以下地区：
凤翎社区、龙口村、中子村、石场村、仙寨村、双凤村和达洲村。